# Zbigniew Raszewski

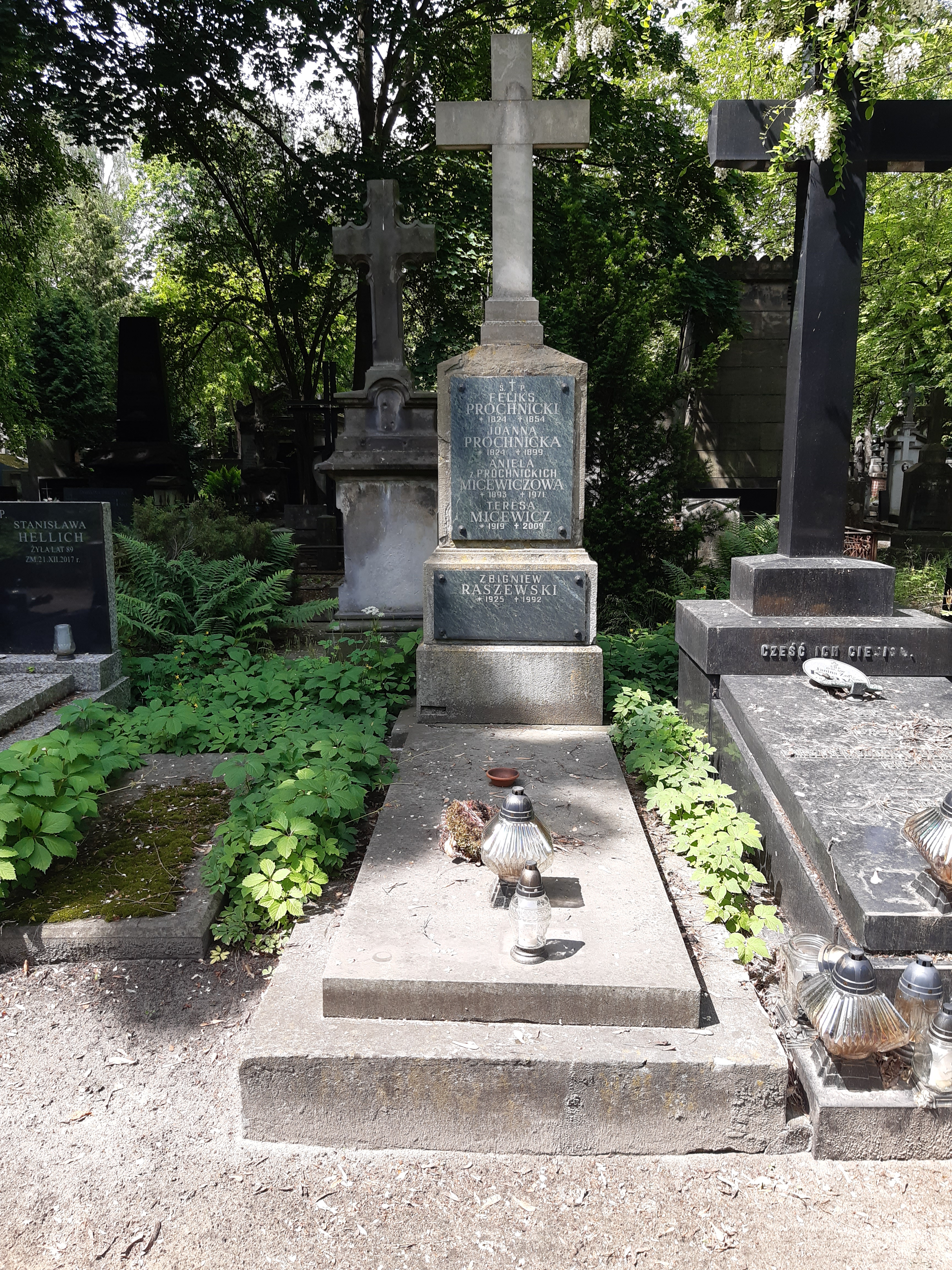
Ngôi mộ Zbigniew Raszewski tại Nghĩa trang Powazkowski

Zbigniew Raszewski (5 tháng 4 năm 1925 tại Poznań) là nhà văn, nhà sử học người Ba Lan.

## Cuộc đời
Sau khi Raszewski chào đời, gia đình ông chuyển đến Bydgoszcz sinh sống. Ngòi bút của ông khắc họa thị trấn Bydgoszcz (nơi gắn bó với thời niên thiếu) một cách sống động. Ngoài ra, ông cũng viết về mối quan hệ Ba Lan-Đức tại thị trấn nơi ông sinh sống trong hồi ký "Pamiętnik gapia. Bydgoszcz, jaką pamiętam z lat 1930-1945 Wyd. Pomorze Bydgoszcz."
Năm 1945 - 1949, ông học tiếng Ba Lan tại Đại học Poznań, sau đó trở thành trợ lý tại trường đại học. Ông chuyển đến Warszawa và tham gia làm việc trong Viện Nghệ thuật Đương đại tại Viện Hàn lâm Khoa học Ba Lan, trở thành giáo sư tại Trường Sân khấu Warszawa ở Zelwerowicza.

### Đời tư
Năm 1951, ông kết hôn với Anna Micewicz, và có ba người con: Magdalena, Jan và Dorota.

## Tác phẩm
- Z tradycji teatralnych Pomorza, Wielkopolski i Śląska (năm 1955)
- Teatr ogromny (năm 1961)
- Staroświecczyzna i postęp czasu (năm 1963)
- Raptularz 1965-1967
- Raptularz 1965-1992
- Raptularz 1968-1969
- Słownik biograficzny teatru polskiego (năm 1973)
- Krótka historia Teatru Polskiego (năm 1977)
- Bilet do teatru: Szkice
- Bogusławski
- Teatr w świecie widowisk
- Trudny rebus: Studia i szkice z historii teatru
- Weryfikacja czarodzieja i inne szkice o teatrze
- Listy do Małgorzaty Musierowicz
- Mój świat
- Pamiętnik gapia. Bydgoszcz, jaką pamiętam z lat 1930-1945
- Teatr na Placu Krasińskich